# Α-amilasi
La α-amilasi è un enzima appartenente alla classe delle idrolasi, che catalizza l'endoidrolisi dei legami 1,4-α-D-glucosidici in oligosaccaridi e polisaccaridi contenenti tre residui o più.
L'enzima agisce in modo casuale su amido, glicogeno e molecole ad esse correlate. Il termine α si riferisce alla configurazione degli zuccheri prodotti (che presentano infatti una configurazione α), e non al tipo di legame glucosidico che viene scisso.
La α-amilasi è principalmente prodotta nel pancreas (isoamilasi P) e nelle ghiandole parotidee (isoamilasi S) e anche dal fegato, dall'intestino tenue e dai reni. Il catabolismo dell'α-amilasi è in parte a carico del sistema reticolo-endoteliale ed in parte (25%) per via renale. Il glomerulo filtra liberamente la molecola per il suo peso molecolare relativamente basso (circa 50 kDa), ma il tubulo la riassorbe poi quasi interamente.

## Intervalli di riferimento
- 20-110 U/L nel sangue;
- 30-260 U/h nell'urina.

## Cause di aumento dell'amilasemia
L'amilasemia può salire di 2-3 volte in caso di insufficienza renale senza significato clinico. Un aumento della amilasi può avvenire per:
- Colecistite acuta e cronica;
- Ulcera gastrica perforata;
- Peritonite;
- Infarto mesenterico;
- Gravidanza extra-uterina;
- Pancreatite acuta;
- Parotite epidemica;
- Occlusione intestinale;
- Ulcera duodenale perforata.
- una condizione, che non corrisponde ad una reale patologia, è la macroamilasemia (MA) caratterizzata dalla formazione di immunocomplessi tra α-amilasi ed immunoglobuline (IgG o IgA). La MA è considerata un evento benigno ma è importante la sua individuazione per evitare diagnosi e cure sbagliate.